# Marocchini in Italia
La comunità dei marocchini in Italia ammonta a 420 973 persone (0,76% del totale dei residenti in Italia) secondo il censimento del 2011. I marocchini sono la terza comunità più numerosa tra gli immigrati in Italia, dopo romeni e albanesi.
Il calo dei residenti negli ultimi anni è dovuto alle naturalizzazioni. Nel periodo 2006-2017 sono state 216.000.

## Distribuzione
- Torino 17 089 (1,90 % dei residenti totali)
- Milano 7 830 (0,58 %)
- Roma 5 295 (0,18 %)
- Genova 4 302 (0,74 %)
- Bologna 3 682 (0,95 %)
- Modena 2 960 (1,60 %)
- Reggio nell'Emilia 2 481 (1,46 %)
- Alessandria 2 307 (2,46 %)
- Novara 2 222 (2,12 %)
- Reggio Calabria 2 148 (1,18 %)
- Firenze 1 954 (0,52 %)
- Padova 1 933 (0,91 %)
- Eboli 1 690 (4,22 %)
- Sassuolo 1 655 (4,05 %)
- Piacenza 1 630 (1,58 %)
- Lamezia Terme 1 605 (2,26 %)
- Verona 1 591 (0,62 %)
- Prato 1 446 (0,75 %)
- Perugia 1 409 (0,85 %)
- Bolzano 1 402 (1,31 %)
- Asti 1 376 (1,81 %)
- Forlì 1 301 (1,10 %)
- Brescia 1 295 (0,66 %)
- Bergamo 1 286 (1,06 %)
- Parma 1 284 (0,66 %)
- La Spezia 1 221 (1,31 %)
- Messina 1 147 (0,49 %)
- Palermo 1 118 (0,17 %)
- Imola 1 115 (1,59 %)
- Riccione 1 113 (1,89 %)
- Sanremo 1 011 (1,85 %)
- Cremona 1 010 (1,40 %)
- Avezzano 1 000 (2,35 %)